# 藤岡秀樹
藤岡秀樹（ふじおか ひでき、1955年- ）は、日本の教育心理学者、京都教育大学名誉教授。

## 人物・来歴
大阪市生まれ。1979年京都大学教育学部教育心理学卒、1985年同大学院教育学研究科博士課程満期退学。1986年岩手大学教育学部専任講師、助教授、1998年京都教育大学助教授、2005年教授、2021年定年退任、名誉教授、京都橘大学発達教育学部児童教育学科教授。学校心理士・臨床発達心理士・特別支援教育士。

## 著書
- 『学力・能力・適性の評価と指導 学校心理学の視点から』法政出版, 1994.12

### 共編著
- 『小学校新指導要録記入文例1000』編著. 日本標準, 2003.2
- 『教員志望の学生のための特別支援教育ハンドブック』京都教育大学附属教育実践センター機構特別支援教育臨床実践センター監修,相澤雅文,牛山道雄,田中道治,丸山啓史共編. 京都教育大学附属教育実践センター機構特別支援教育臨床実践センター, 2011.3
- 『教員志望学生のための特別支援教育ハンドブック』相澤雅文,牛山道雄, 田中道治,丸山啓史共編, 京都教育大学附属教育実践センター機構特別支援教育臨床実践センター 監修. クリエイツかもがわ, 2012.3
- 『保護者のための子育て・子育ちハンドブック』京都教育大学附属教育実践センター機構特別支援教育臨床実践センター 監修, 相澤雅文, 牛山道雄, 田中道治, 丸山啓史,水谷宗行共編. 京都教育大学附属教育実践センター機構特別支援教育臨床実践センター, 2012.3
- 『特別支援教育テキスト』京都教育大学附属教育実践センター機構特別支援教育臨床実践センター, 奈良教育大学教育研究支援機構特別支援教育研究センター 監修, 相澤雅文,伊藤崇達,岩坂英巳,牛山道雄,佐藤美幸,丸山啓史, 水谷宗行共編. 京都教育大学附属教育実践センター機構特別支援教育臨床実践センター, 2013.3
- 『教員をめざす人の特別支援教育テキスト』京都教育大学附属教育実践センター機構特別支援教育臨床実践センター,奈良教育大学教育研究支援機構特別支援教育研究センター 監修, 相澤雅文, 伊藤崇達, 岩坂英巳,牛山道雄, 佐藤美幸,丸山啓史, 水谷宗行共編集. クリエイツかもがわ, 2013.8
- 『新3観点小学校新指導要録記入文例1000』編著. 日本標準, 2021.3